# Buried Alive
Singles de Avenged Sevenfold
Not Ready to Die
(2011) Carry On
(2012)
Buried Alive est une power ballad par le groupe de heavy metal américain Avenged Sevenfold. La chanson est sortie comme le quatrième single et dernier de leur cinquième album Nightmare. Buried Alive a atteint la dixième position aux US Rock Songs et vingt-sixième position aux US Alternative Songs. Elle est l'une des chansons les plus vues et plus écoutées du groupe aujourd'hui et elle est constamment jouée en live depuis la sortie de l'album, ce qui en fait la chanson la plus jouée de l'album Nightmare. Inspirée ouvertement par la chanson One de Metallica, la chanson commence lentement et le son est propre, mais comme dit la chanson sur, devient plus lourd et plus rapide.

## Chanson
Buried Alive a été publié comme le quatrième single et dernier de leur cinquième album Nightmare le 20 septembre 2011. L'introduction à la guitare de Synyster Gates au son clair puis la guitare de Zacky Vengeance vient compléter celle de Gates. La chanson accélère après les battements à la batterie de Mike Portnoy et les guitares sont plus douces jusqu'au refrain, les guitares deviennent lourdes et déformées avant de revenir au son clean. Après le deuxième refrain, le solo de Gates survient au milieu de la chanson et la chanson devient progressivement plus lourde et plus déformée puis un nouveau solo survient peu avant la fin de la chanson. La chanson commence en signature rythmique en 6/4 puis en 4/4.

## Analyse des paroles
D'une manière ou d'une autre, cette chanson est dédiée à The Rev, batteur du groupe décédé  le 28 décembre 2009. La première moitié de la chanson parle de la tristesse de perdre leur ami et peut-être la culpabilité qu'ils ne pouvaient pour pas l'empêcher, la seconde partie semble être leur colère envers lui pour avoir été si négligent.

## Charts
| Chart (2011–12)                  | Position |
| -------------------------------- | -------- |
| US Rock Songs (Billboard)        | 10       |
| US Alternative Songs (Billboard) | 26       |

## Clip
Le 20 septembre 2011, le groupe a annoncé la venue prochaine d'un nouveau clip pour la chanson. Selon certains sites, ils auraient approché Rob Zombie pour la production, souhaitant en faire un chef-d'œuvre du heavy metal, mais celui-ci n'étant pas disponible, ils ont finalement annoncé le 12 décembre qu'ils allaient avoir besoin des fans présents le samedi 17 décembre (le dernier concert de l'année), en Ontario, pour filmer le morceau de leur point de vue et ainsi poster les vidéos sur Youtube. Le groupe prendra quelque-unes des meilleures vidéos pour monter le clip final.

## Personnel
- M. Shadows : chant, piano
- Synyster Gates : guitare solo, voix
- Zacky Vengeance : guitare rythmique, voix
- Johnny Christ : basse
- The Reverend : arrangement de la batterie, composition des chansons, voix

Musicien additionnel
- Mike Portnoy : batterie